# مومنا
مومنا (به ارمنی: Մսմնա) یک منطقهٔ مسکونی در جمهوری آرتساخ است که در استان مارتونی واقع شده‌است. مومنا  ۷۱ نفر جمعیت دارد.